# Болградська гімназія імені Г.С. Раковського

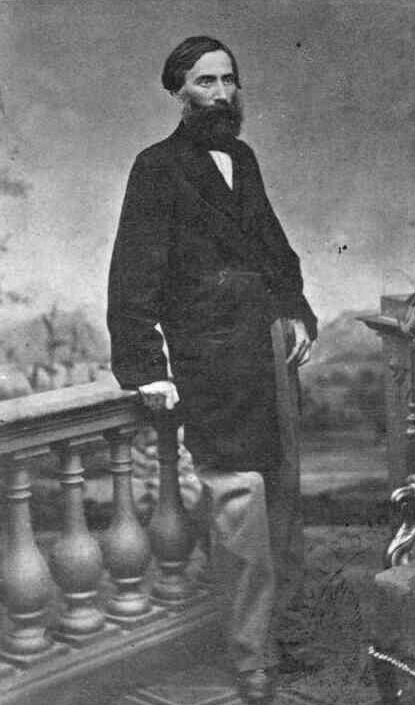
Димитар Мутев - директор гімназії

Болградська гімназія імені Г. С. Раковського (болг. Първата българска гимназия „Георги – Сава Стойков Раковски“) — гімназія в місті Болград Одеської області, яка була заснована у 1858 році за запитом бесарабської болгарської громади у тодішньому Молдавському князівстві на прохання бессарабської болгарської та гагаузької громад, і таким чином була найстарішою середньою школою Болгарського національного відродження; і донині вона залишається центральною для вираження болгарської культури в Україні. Спочатку вона була самоокупною та мала повне управління над різними початковими школами в південній Бессарабії, а кошти забезпечувалися її власністю на кілька озер та рибних господарств на північ від дельти Дунаю, включаючи Ялпуг та Кугурлуй. Її нинішня назва, надана в 1999 році, вшановує болгарського інтелектуального лідера та політичного діяча Георгія Стойкова Раковського, який особисто брав участь у створенні гімназії. Хоча заклад офіційно називається гімназією (середньою школою), наразі вона проводить заняття для учнів віком від 6 до 18 років.
Школа, як і вся південна Бессарабія, була інтегрована з Об'єднаним князівством Волощини та Молдови з 1859 по 1978 рік і зазнала спроб румунізації; її регіональна монополія на болгарську освіту також була поставлена під сумнів Російською імперією, яка створила конкуруючі навчальні заклади в Комраті та Миколаєві. Заклад зберіг свою основну місію та автономію до 1870-х років, коли його студенти активно воювали під час Визволення Болгарії. Відразу після цього сам Болград був анексований Росією та включений до складу Бессарабської губернії. Режим царського самодержавства закрив його друкарню, поступово скасував етнічні привілеї та в 1884 році перейменував його на честь Олександра III. Гімназія не була позбавлена своїх маєтків, які вона зберегла в міжвоєнний період, коли Бессарабія була об'єднана з Румунією. Великорумунські режими намагалися, але не змогли конфіскувати озера; вони також відновили політику централізації та наполягали на прийнятті неболгарських студентів — хоча в школі продовжували навчатися професори з етнічних меншин, їхня політична лояльність ставилася під громадський контроль. За румунського правління заклад був відомий як ліцей, а з 1932 року був перейменований на честь Кароля II.
Під час Другої світової війни Бессарабія була захоплена Радянським Союзом: спочатку шляхом окупації в 1940–1941 роках, а потім, більш остаточно, шляхом анексії та включення до складу Української РСР (з 1944 року). У радянській системі освіти це була звичайна гімназія, хоча болгарський внесок все ще визнавався. Розпад Радянського Союзу перетворив її на звичайну українську державну школу, а пізніше на школу з офіційно визнаним болгарським акцентом, яку також відзначали в Болгарії, яка пропонує своїм випускникам низку державних стипендій. З 2010 року в честь школи на хребті Сентінел в Антарктиді названо «льодовик Болград».

## Історія

### Російський проект та молдавський істеблішмент
Російсько-турецькі війни кінця XVIII та початку XIX століття спонукали багатьох болгар покинути Османську імперію, яка століттями окупувала Болгарію, та оселитися на південних володіннях Російської імперії, зокрема в губернаторстві Бессарабія. Ці бессарабські болгари разом з гагаузами заснували 64 села в Бессарабії, а також міста Болград та Комрат. Ще в 1832 році український славіст Юрій Венелін запропонував, щоб Болград став центром болгарської культури та освіти в Російській імперії; однак, на той час ця ідея не була втілена в життя. У 1840-х роках губернатор Павло Кисельов домігся відкриття болгарських початкових шкіл по всьому регіону, а також створив школу землемірів у Болграді. Всі ці заклади були закриті за його наступника Івана Арандаренка.
Після Кримської війни (1853–1856) південну Бессарабію (включаючи Болград) було повернуто до складу Молдавського князівства, румуномовного автономного регіону в межах османських володінь. Відразу після цього Теодор Балш, як молдавський каймакам (призначений османами регент), офіційно пообіцяв захищати культурні права болгар, назвавши їх жертвами царського самодержавства; цей проєкт був перерваний його смертю. Його наступником у 1857 році став Ніколае Воґоріде, який сам був болгарин за походженням. Болгарський активіст Георгій Стойков Раковський особисто лобіював перед Воґоріде питання дозволу на молдавській території існування болгарської друкарні, а також брав участь у відкритті середньої школи, допомагаючи делегації Болграда, яка подала своє прохання до Каймакаму в січні 1858 року. Інші покровителі школи звернулися до Раковського з проханням допомогти в організації обіцяного закладу, але Висока Порта та Австрійська імперія завадили йому залишитися в Молдавії, оскільки обидві країни вважали його бунтівником і втікачем.
Робота зі створення школи лягла на плечі сільських зборів, або обштів, які проголосували за безкоштовну освіту для всіх нащадків колоніальних родин. 10 червня 1858 року в Яссах Каймакам надав членам комітету довіри Ніколі Парушеву та Панайоту Грекову статут, що дозволяв створення школи. У статуті були окреслені цілі, які ставила перед собою школа, а також деякі основні правила. Середня школа була відкрита для всіх колоністів, якщо вони були східно-православного віросповідання. Закінчення Болградської середньої школи вимагало загалом семи років навчання, перші три з яких вважалися прогімназією, або молодшою середньою школою. Частиною навчальної програми були латинська, болгарська та румунська мови. Деякі заняття проводилися церковнослов'янською та французькою мовами.
У 1858 році в місті відкрилось училище, яке вже з наступного року (1 травня 1859) було реорганізовано у гімназію імені Кирила і Мефодія. Школа мала історичну відзнаку як вагомий внесок у Болгарське національне відродження. Її створення як провідної болгарської школи в Молдавії чи Валахії сприяло імміграції болгар, яка вперше включала значну когорту кваліфікованих вчителів, навіть якщо загалом більшість іммігрантів віддавали перевагу Бухаресту та Бреїлі. Хоча Болградська гімназія розташована за межами Болгарії, її також пам'ятають як перший заклад свого рівня, який пропонував освіту болгарам. Заклад залишався фінансово незалежним від держави та церкви, оскільки покладався на дохід від орендної плати. Володіючи близько 3500 гектарами та низкою пантів (рибальських човнів), а також трьома закусочними, їй було передано право власності на кілька озер з рибальськими угіддями — Белеу, Кагул, Картал, Кугурлуй, Ялпуг — а також володіла половиною Чатлабуги та десятою частиною Читаю. Традиційно цим значним маєтком керував тріумвірат епітропів (опікунів). Їх обирали на трирічний термін 74 делегати сільських громад (по два делегати від села). 27 «колоній» у Бессарабії були укомплектовані випускниками та підпорядковувалися власному інспекторату гімназії. Першим директором школи був Сава Радулов з Панагюриште, у 1860–1864 роках змінив лікар Георгій Міркович зі Сливена.

### Перший румунський період
У 1859 році Болград і Молдавія були поглинуті більшим Князівством Румунія зі столицею в Бухаресті. Обраний домнітором, Александру Іоан Куза відвідав школу у вересні того ж року. У листопаді головний союзник Кузи, Михаїл Коґелнічану, отримав листа, підписаного кількома болгарськими міщанами, з проханням підтримати створення друкарні, яка б обслуговувала потреби школи. З 1860 року режим Кузи почав скасовувати етнічні привілеї. Невдоволення переросло в жорстокі зіткнення, а також зареєстрував протести з боку деяких болгарських сіл, мешканці яких переїхали до Таврійської губернії, приєднавшись до кримських болгар. Протягом наступних трьох років Куза поперемінно виявляв жорсткий румунський націоналізм та висловлював внесок болгар: він розглянув пропозицію Натанаїла Бойкікева, який хотів, щоб гімназія функціонувала як богословська семінарія, але також подбав про те, щоб самому Натанаїлу не дозволили стати директором школи, оскільки він був «русофілом».
Більша частина Бессарабії, яка протягом цих десятиліть перебувала під безперервним російським пануванням, також успадкувала болгарську громаду, яка боролася за освітню автономію. 1862 року в Комраті росіяни заснували «Центральну болгарську школу». Хоча використання рідної мови в ній було обмежене, і їй не дозволялося володіти будь-яким майном, пов'язаним з її назвою, вона вважалася вищою за дещо старішу болгарську установу в Болграді. «Південнослов'янська школа-інтернат», заснована в Миколаєві Тодором Мінковим, також намагалася конкурувати з проєктом Воґоріде — і серед її учнів було згадано п'ятьох уродженців Болграда. У своєму приватному листуванні з російською владою Мінков стверджував, що школа Болграда була безперечною жертвою спроб румунізації. На противагу цьому, чеський історик Костянтин Їречек стверджував у 1879 році, що поряд з Габровською школою та Пловдивською гімназією Болградська гімназія була одним із трьох найкращих болгарських навчальних закладів.
Досі відома новій владі та громадськості як «болгарська школа» (Scóla bulgară de la Bolgrad, модернізовано: Școala bulgară de la Bolgrad), Болградська гімназія змогла ствердити свій статус на основі статуту Воґоріде. У 1860 або 1861 році вона домоглася створення власної друкарні, що зробило Болград одним з найбільших болгарських видавничих центрів, а його книги поширювалися по всій Румелії. Єпитроп, який придбав друкарні з Праги, також оплатив багатомовну колекцію книг та журналів. У 1863 році школа почала замовляти інші матеріали з-за кордону. Як повідомляли газети в грудні того ж року, виникло непорозуміння: рада замовила «інструменти» та очікувала отримати наукові інструменти, але замість цього їй надіслали музичні інструменти. Запитані об'єкти, включаючи повноцінну метеостанцію, були отримані через деякий час і продовжували повністю функціонувати аж до 2020-х років. Близько 1870 року студентська спільнота створила культурний клуб («Субуждане») та театральне товариство. Вони фактично пропагували болгарський націоналізм і мали зв'язки з Бухарестським науковим товариством. Студенти також видавали часопис під назвою «Общ Труд» («Громадські зусилля»).

Карта болгарських та гагаузьких населених пунктів зі школами, підпорядкованими Болгарській гімназії; прикордонний стан 1860 року (під егідою Об'єднаних князівств). Також показано озера, що повністю або частково належали гімназії.

Наступником Кузи на посаді Домнітора став Кароль Гогенцоллерн, який також здійснив подорож регіоном і в листопаді 1866 року відвідав школу. 1870 року викладацький склад складався з 13 вчителів, з яких максимум четверо були румунами (наприклад, А. Сакко, А. Скулетті та В. Зотта), тоді як усі інші були болгарами. Вчена Олена Сюпюр повідомляє, що у 1875–1882 роках лише двоє вчителів були румунами, порівняно з 19 болгарами та 6 росіянами (у школі також працювало по одному представнику з громад поляків, італійців та чехів). Серед відомих болгарських вчителів того часу були історик Димитар Аґура, який навчався у Титу Майореску, та професор математики Христо Белчев — уродженець Болграда, який згодом обійняв посаду міністра фінансів Болгарії. Петро Вулпе, випускник гімназії та Новоросійського університету, який обрав кар'єру в Румунії, викладав природничі науки до 1878 року — колега інженерів Александра Фітова, Івана Марінова та Г. Велева, які читали лекції з інших точних наук. Василь Берон, який деякий час обіймав посаду директора школи, також був титулярним професором природничих наук, а В. Крістев проводив курси з бізнес-освіти; Сава Беров довгий час був музичним педагогом.
Будівництво власної будівлі школи було завершено в 1873 році, а наступного року вона офіційно стала інтернатом, коли змогла приймати учнів навіть з Фракії та Салонік. До 1930-х років комплекс залишався однією з двох величних будівель Болграда, поряд із Преображенським собором. Між 1858 і 1879 роками до гімназії записалося 685 осіб, а 214 закінчили її; з них 214 - 203 були етнічними болгарами. Одним із перших випускників був Олімпі Панов, який став міським інженером, перш ніж відзначився в Сербсько-Османській війні 1876 року. Серед інших відомих учнів були Александар Малинов, Ангел Канчев, Данаїл Николаєв, Димитр Греков, Іван Колев та Александар Теодоров-Балан. Сюпюр нараховує 72 відомих болгарських інтелектуалів, які навчалися в Болграді до 1878 року, із загальної кількості 251, які закінчили школи в Румунії в будь-який момент того ж періоду.
Дохід школи у 1869 році становив понад 180 600 лей, з яких 21 176 було зібрано від оренди землі в Кьоселія Маре, а 102 449 – від адміністрації озер. Теоретично, освіта для неболгар надавалася румунською мовою, і всі учні повинні були проходити навчання румунській літературі близько 21 години на тиждень; фізика та географія викладалися лише болгарською мовою, але математика була двомовною.  1870 року румунський директор школи Т. Парву публічно посварився з болгарськими учнями. Після цього Міністерство народної освіти провело офіційне розслідування, щоб з'ясувати, чи «справді болгари керують цією школою». З болгарського боку Любен Каравелов дорікнув румунській державі за її постійне прагнення до румунізації, але також обговорив питання розділення незліченними «інтригами» викладацького складу. Як повідомляв Георгій Пану, який був співробітником міністерства, між вихователями школи та інспекторами, надісланими з Бухареста, існувала постійна напруженість саме через те, що перші культивували болгарський націоналізм. За словами Пану, до 1874 року румунська держава втратила свій авторитет, а румунських учнів, присланих з Кагула, «примушували вивчати болгарську мову». В огляді 1906 року історик Георге Гібенеску висловив думку, що болградські інституції, включно зі школою, «мало що зробили для просування румунського бачення».

### Російське поглинання та румунська реінтеграція

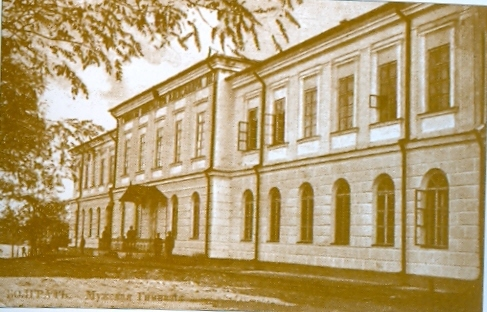
Болградська середня школа - початок ХХ століття (листівка, фотограф І. Латник).

У 1876 році, лише за два роки до того, як Румунія втратила контроль над південною Бессарабією, заклад коротко називався «Румунський ліцей». Російсько-турецька війна 1877–1878 років, яка призвела до визволення Болгарії, була захоплено підтримана болгарською колонією в обох районах Бессарабії. У Болграді Панов, випускник, що повернувся, розпочав кампанію з набору до болгарських легіонів. Усі старшокласники, а також велика кількість молодших учнів добровільно зголосилися служити в цих частинах, тоді як адміністрація школи проводила пільги, що призвело до закупівлі зброї та припасів. У 1879 році, після того, як регіон знову повернувся до складу Російської монархії, школа поступово втратила свій повністю болгарський характер і стала просто називатися «Болградською восьмирічною гімназією». Друкарню було ліквідовано, а 13 березня 1884 року школу було перейменовано на честь російського імператора Олександра III.
До абсолютно нового російського персоналу входили К. Миславський, який опублікував монографію закладу, що згадується під його новою, імперською назвою, та Н. Святський, який деякий час був директором. До них приєднався С. Потоцький, який зібрав історичні предмети з усього регіону та надіслав їх для експонування до державного музею в Кишиневі. Серед випускників російської епохи був Костянтин Гедройц, пізніше відомий як ґрунтознавець. І навпаки, багато болгарських випускників вступили до російської академії, зокрема після закінчення вищої освіти в Київському та Новоросійському університетах. Прикладом є В. К. Васильєв, який повернувся викладати фізику у своїй альма-матер. Значна кількість учнів залишилася болгарами, а болгарська мова, історія та географія були частиною навчальної програми гімназії протягом більшої частини її пізнішого існування, включаючи й сьогодні.
Протягом більшої частини 1910-х років Гаврило Безвиконний, за підтримки болгарських та німецьких колоністів, був регіональним інспектором судноплавства. Його спроба з'єднати південні бессарабські озера з дельтою Дунаю за допомогою серії каналів була відхилена середньою школою, яка ризикувала втратити дохід від рибальства. За російського правління деякі етнічні румуни також були призначені викладати в гімназії. До 1914 року серед них був Георге Фотеску, який на той час був явним атеїстом, але пізніше створив власну секту в Російській православній церкві. У 1914 році російська влада призначила на посаду вчителя в гімназії ще одного бессарабського румуна, Штефана Чобану. Після лютневої революції 1917 року в Росії він взяв участь у боротьбі за автономію Бессарабії, що призвело до створення на території губернії Молдавської Демократичної Республіки. На ранній стадії цього процесу Чобану також представляв місцеве земство на Бессарабському з'їзді вчителів, де він виступав за румунсько-орієнтовану навчальну програму. Революція надала громаді Болграда чітке право реорганізувати школу як болгарську установу: у 1917 році такі вчителі, як Г. Мітанов та В. Стоянович, використовували підручники, надруковані в болгарських монастирях, на уроках історії та мови для місцевої молоді.
В результаті унійного процесу 1918 року Бессарабія була включена до складу Королівства Румунія (або «Великої Румунії»), а Болградська гімназія стала «найбагатшою середньою школою країни». Спочатку, у серпні 1918 року, Бессарабська дирекція освіти визнала Болградську школу болгарською, але цей консенсус був скасований політиками-централістами в Бухаресті: у грудні, після того, як практично всіх болгар переконали записати своїх дітей до шкіл лише для меншин, всі останні були заборонені та інтегровані зі звичайною румунською освітою. Бессарабська дирекція почала замінювати російських вчителів румунами з Бессарабії та інших місць. 1 вересня 1918 року Болград отримав свого першого румунського директора постімперської епохи, Марку Ілліє Валуце. Наступного року, після того, як їй знову було відмовлено в комунальних привілеях, болгарська громада доручила Мітанову та С. Юрчевичу закуповувати шкільні підручники з Південної Добруджі. Одночасно І.А. Константинов відкривав підпільні школи по всій південній Бессарабії. Усіх їх було затримано Сигуранцою та виправдано після втручання бессарабських політиків (після звільнення Константинов утік до Болгарського царства).
Процес об'єднання розколов студентську спільноту: серед активістів, які підтримували панрумунський націоналізм, були Чобану та випускник Болграда Кирил Сберя, останній з яких був представником солдатів у молдавських зборах і особисто проголосував за об'єднання. Серед тих, хто відкинув цю нову домовленість, був інший випускник Болграда, Павел Кьору, який переплив Дністер до Радянського Союзу, служив у Червоній Армії та ЧК під час Громадянської війни в Росії та став одним із засновників утвореної Молдавської Автономної Радянської Соціалістичної Республіки. У 1920 році Валуца приймала короля Фердинанда та його королеву Марію Румунську, які, як кажуть, були приємно вражені тим, що всі студенти спілкувалися румунською мовою. Однак у березні наступного року румунська влада розпочала розслідування претензій школи на право власності на озеро Ялпуг та походження її грошових резервів, оцінених у 900 000 російських рублів. У січні 1922 року Михайло Вледеску, який тоді обіймав посаду міністра сільського господарства, висловив готовність експропріювати весь земельний фонд школи.

### Міжвоєнна румунізація
Валуца взявся за «повну румунізацію школи» та заявив, що мети було досягнуто до 1924 року. У січні 1925 року двох восьмирічних учнів, яких звали «Борис Тівчев та В. Оніфрей», виключили за «антинаціональну агітацію». У лютому, коли генерал Васіле Рудяну відвідав Болград, його зустріла делегація вчителів, один з яких попросив назвати школу на честь «Стіни Траяна», що засвідчувало латинське походження румунів. Частину персоналу було збережено: релігію продовжував викладати Іван Іванов, священик і колишній офіцер російської армії, з 1922 року до його виходу на пенсію пізніше того ж десятиліття. Школі вдалося зберегти контроль над озерами, що викликало велике обурення серед місцевих рибалок: у липні 1927 року новостворена Федерація румунських рибалок заслухала доповідь Д. Воловйова, який стверджував, що опікуни нав'язали скандальні умови утвореним кооперативам у Рені та Ізмаїлі.
Навіть після 1925 року гімназія, відома як «Болградський чоловічий ліцей» (Liceul de băieți din Bolgrad), була охоплена суперечками, зокрема звинуваченнями в тому, що її директори знову культивують болгарський націоналізм та активно витісняють румунських вчителів, змовляючись зі студентами. Згідно з анонімним повідомленням, опублікованим Universul у липні 1931 року, вона навмисно ігнорувала закон про етнічну пропорційність, надаючи перевагу персоналу, який закінчив Софійський університет, та набираючи близько 80% своїх стипендіатів з числа етнічних меншин. З жовтня 1927 рокуабо головним опікуном школи був Петре Чіобаш, який, як повідомляється, заручився підтримкою місцевих румунів, обіцяючи надавати стипендії поза межами етнічного кола болгар. Як адміністратор, його підтримували Терезі та Мірчеф; заклад мав бюджет у 10 мільйонів лей, який значною мірою надходив з озера Ялпуг. Того ж місяця його фізичну лабораторію нібито пограбував студент Володимир Еміано, причому інструменти використовувалися для встановлення радіостанції в іншому ліцеї. Близько 1930 року, коли в Румунській Бессарабії домінувала Національна селянська партія, до складу опікунів входили Г. Христофоров та Б. Камбуров, які самі були членами цієї політичної групи. Також тоді Ялпуг та Кугурлуй були здані в оренду Наводулу, рибальському кооперативу, який мав підтримку Федерації рибалок. Це рішення мало не призвело до банкрутства іншої місцевої профспілки, розташованої в Новій Некрасівці, що призвело до невирішеного трудового конфлікту. Наводул вжив заходів проти браконьєрів. Під час одного з рейдів рибалка з Барти був застрелений доглядачем Нічифором Євдохимовим, і Наводул був змушений виплатити компенсацію родині жертви.
У 1932 році ліцей було офіційно перейменовано на честь Кароля II (Liceul de băieți Carol al II-lea), який взяв його під свій королівський патронат. Ця ініціатива була приписана директору школи Атанасе Мельникову. День народження Кароля, 16 жовтня, також святкувався як офіційний день школи. Протягом цього другого румунського періоду серед випускників були два гагаузи, які згодом приєдналися до турецького націоналізму та кемалізму: агроном Рустем Аксель (закінчив навчання у 1929 році) та історик Оздемір Чобаноглу (1934). Володимир Каварналі, поет і румунський симпатик змішаного болгарського та гагаузького походження, був як випускником (1928), так і професором (1933–1940). Школа продовжувала бути фінансово самодостатнім центром навчання: у 1932 році вона все ще мала бюджет у 1,8 мільйона лей, причому лише близько 500 000 використовувалося для проживання та харчування 450 стажерів-інтернатів. За цих обставин болгарські опікуни вирішили пожертвувати прибуток на утримання початкових шкіл у таких місцях, як Картал, Етулія, Фрекецей, Імпутіца та Вулканешти. Її монополія на озера була поставлена під сумнів місцевими селянами, які повідомили сенатору Іону Чирілову, що фермери-орендарі школи заважають їм ловити рибу.
Протягом двох років після реконструкції Сіміон Ботушану (або Ботошану), який обійняв посаду головного опікуна, щорічно збирав близько 20 мільйонів лей, надаючи близько 500 стипендій, а також фінансуючи жіночі школи Болграда та Кагула, 38 сільських шкіл, розкиданих по всій навколишній території (включаючи абсолютно нову в Новій Поцровці). Окрім спонсорування нового професійно-технічного училища в Болграді, з 1935 року ліцей почав організовувати власні професійні секції. Мельникова відрядили до Джурджу та Сорок, де він спостерігав за місцевими школами сільського господарства та рибництва, використовуючи їх як моделі для діяльності у власній школі. Така діяльність продовжувала викликати суперечки навіть у 1930-х роках. Ботушану повідомив, що адміністрація Христофорова-Камбурова скоротила наявні кошти до 32 900 леїв, накопичивши борги в розмірі 2 мільйонів. Він також стверджував, що націонал-селянський режим дозволив їм незаконно використовувати рибні угіддя.
Новознайдена перевага школи у співпраці з рибальськими кооперативами була представлена пресою як економічне диво: нібито виробництво риби зросло з 840 000 кілограмів у 1930 році до 2,36 мільйона кілограмів у 1932 році. Вона продовжувала отримувати значні доходи від оренди озера Белеу, яке, здавалося, було надзвичайно багатим на рибу. До 1937 року офіційні слідчі стверджували, що орендарі насправді були контрабандистами, які незаконно вивозили рибу з Братеша, на іншому березі Прута, і декларували її в Болграді. Міністерство народної освіти на той час було переконане, що ліцей заробляє занадто багато грошей на оренді, і вирішило подати до суду з цього приводу. Ботушану підтримав цей крок з боку опікунської ради, що призвело до напруженості навколо його переобрання в січні 1935 року; ця подія також стала свідком додаткової напруженості між болгарами та іншими громадами, представники яких виступили з публічним листом протесту.

### Друга світова війна та радянська епоха

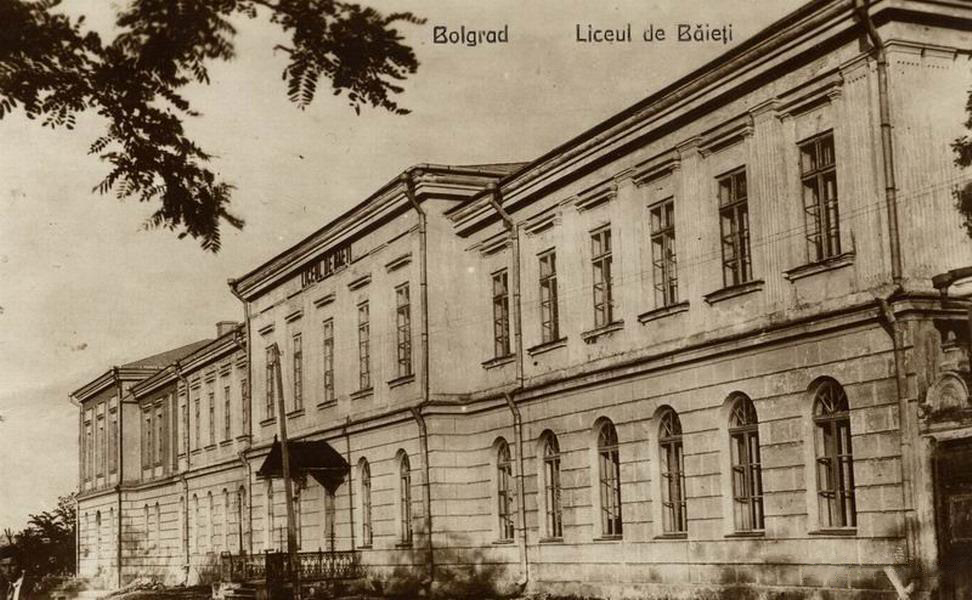
Болгарська гімназія ім. Георгія Раковського (листівка, 1941 р.).

На початку 1937 року, на завершальних етапах Великої Румунії, місцеві учні, за допомогою вчителя Георге Бужоряну, видавали румунськомовний журнал під назвою «Familia Noastră» («Наша родина»); пізніше його редагував Каварналі. Також у 1937 році поява антисемітизму підштовхнула румунську єврейську молодь з Галаца розійтися по звичайних школах по всій країні, деякі з них вступили до Болграда. У 1938–1940 роках Кароль призупинив демократію на користь однопартійного режиму, зосередженого на Фронті національного відродження, молодіжний рух якого називався Straja Śării. Ліцей був інтегрований у цю тенденцію. У червні 1938 року, після відкриття стадіону Болград, команди школи зі Straja Śării зустрілися з вибором спортсменів-аматорів з Кагула, здобувши перемоги у футболі, а також у легкій атлетиці та метанні гранат. У серпні 1939 року Straja Śării організувала регіональний навчальний табір у Волчоці. П'ятнадцять вчителів були підвищені до керівних посад середнього рівня в регіональній Straja Śării; більшість з них були кадрами Болградського ліцею, направленими опікунами. У той час художньою освітою займався художник Думітру Сгібарцев, який здобув визнання за власні картини міста.
Болград залишався під владою Румунії до вторгнення Радянського Союзу в червні 1940 року. Як і вся південна Бессарабія, він був анексований СРСР до Української РСР. Колекцію школи, що містила «всі відомі європейські та російські журнали того часу, а також усі болгарські періодичні видання», було евакуйовано до Бухареста, а до 1998 року залишилося в книгосховищі. Деякі учні також покинули місто як біженці — серед них майбутній політик Ніку Стенцеску; серед викладачів Каварналі деякий час опинився заблокованим на радянській території та переховувався.
Румунія приєдналася до країн Осі та в середині 1941 року змогла повернутися в регіон. Усі бессарабські школи, включаючи школу Болграда (з її риборозвідувальним підрозділом), були знову відкриті 1 вересня. Тепер відомий просто як «Болградський ліцей», він недовго контролювався Бессарабською губернаторством під керівництвом Румунії. У жовтні 1942 року знову пролунали заклики до румунської держави конфіскувати свої озера. У 1943 році вчитель Павло Шамурай створив свій спортивний клуб, який проводив змагання з волейболу. 19 серпня 1944 року, якраз коли Червона Армія розпочала окупацію Бессарабії, школа оголосила, що будь-які учні, які все ще перебувають у регіоні, можуть з'являтися на курси та складати іспити.
Переворот 23 серпня вивів Румунію з-під контролю країн Осі та дозволив повторну анексію Бессарабії Радянським Союзом. Болградська гімназія згодом була повністю інтегрована в радянську систему освіти, «нічим не відрізняючись від інших навчальних закладів регіонального значення, її історія та традиції [були] віддані забуттю». Озера були колективізовані, і до 1970 року в районі Ялпуга (або Ялпуха) розташовувався великий літній табір для юних піонерів. Гребля в 1960-х роках ізолювала озеро від дельти Дунаю, що спричинило накопичення хімічних відходів у воді та призвело до серйозної екологічної кризи в 1988 році. У статті 1990 року Марія Булгару з Картала зазначила, що «майже нічого не залишилося від того, що колись становило гордість цього унікального куточка землі, що було безцінним історичним скарбом».

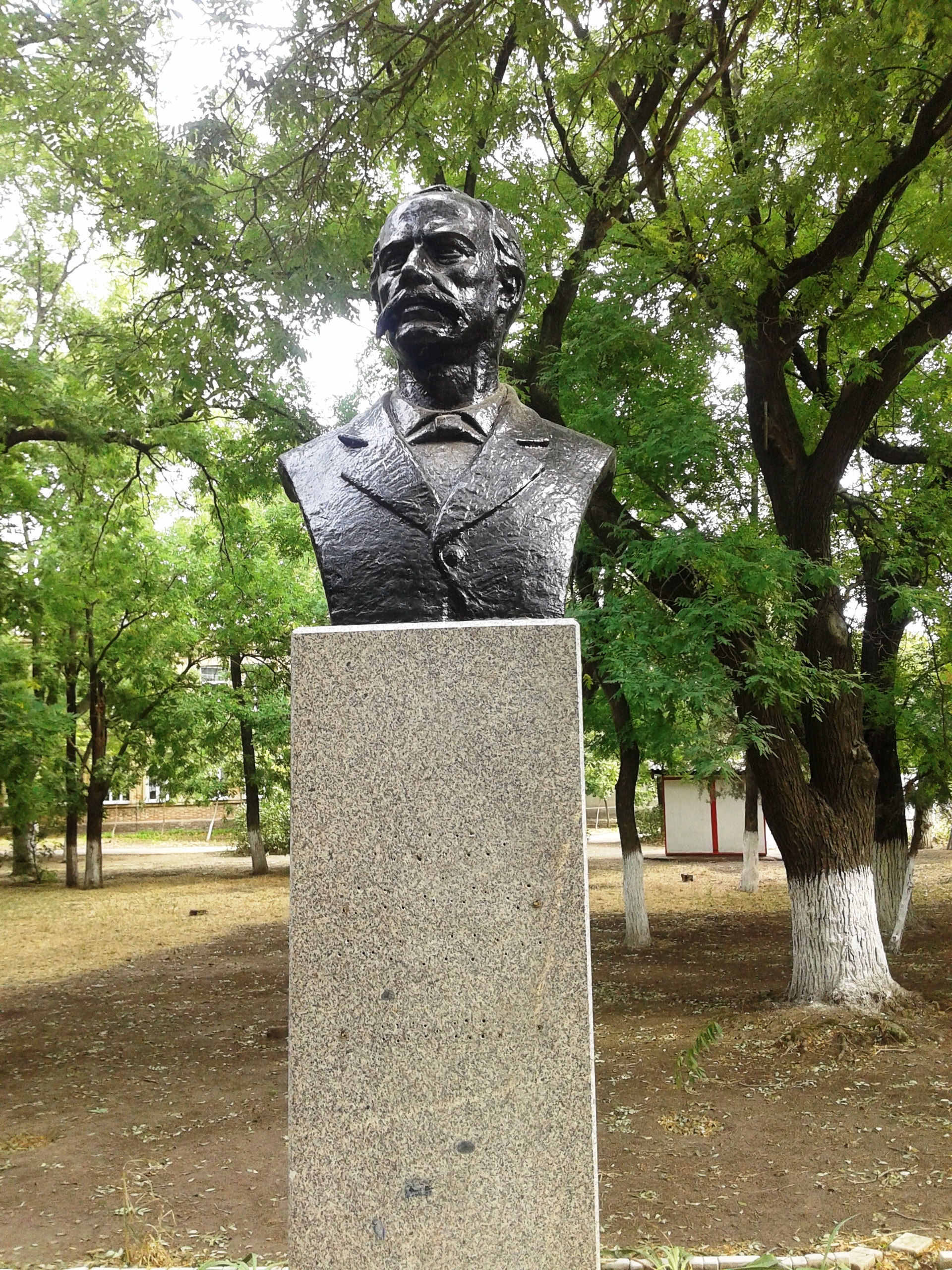
Пам'ятник Георгію Саві Раковському в шкіньому саду

Незважаючи на пониження статусу, гімназію все ще іноді представляли як болгарську спеціалізовану школу («перша гімназія в історії болгарського народу»), а також як школу, створену Російською імперією; її також відзначали як альма-матер комуністичного лідера Асена Христева та поета Теодора Ненчева. У 1968 році Болгарська Народна Республіка випустила серію марок, що прославляли гімназію та її спадщину. Школа та її колишня мережа болгарських установ продовжували вважатися такими, що по праву належать громаді. Під час експерименту Перебудови 1980-х років бессарабські болгари створили «Товариство Кирила і Мефодія», завданням якого було повернути освіту народною мовою. Воно направило делегатів на 27-й з'їзд Комуністичної партії Радянського Союзу (березень 1986 року) та отримало схвалення на факультативні курси болгарською мовою. Ініціатива зустріла опір владі Болградського району, яка вважала її свідченням націоналістичного чи «екстремістського» відродження.

## Відомі вихованці

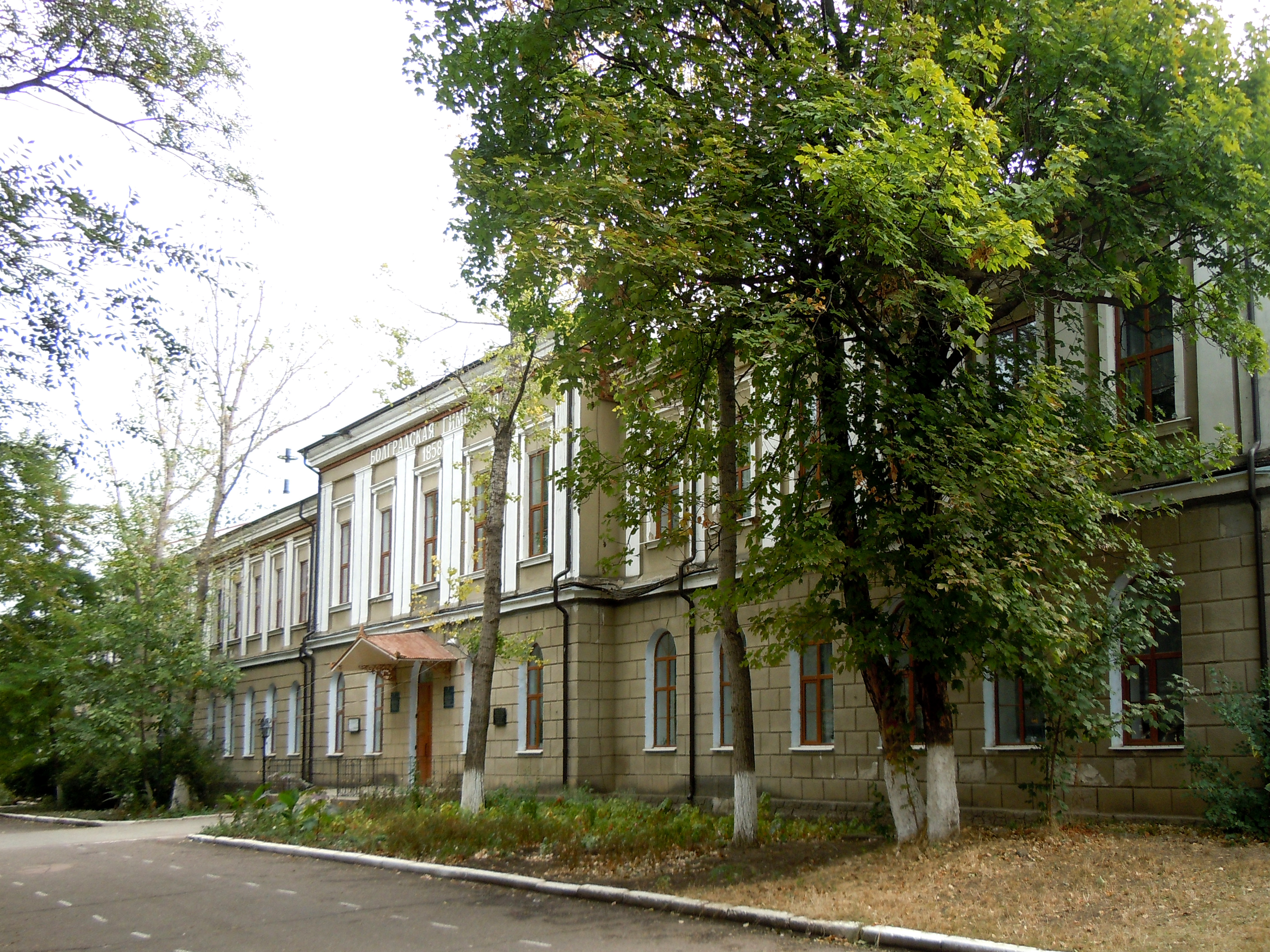
Зовнішній вигляд гімназії

Міністри
- Аґура Димитар (болг. Димитър Агура; нар. 26 жовтня 1849 — пом. 11 жовтня 1911) — болгарський історик, ректор Софійського університету. В уряді Леоніда Соболєва тимчасово очолював Міністерство освіти.
- Греков Димитр (нар. 14 вересня 1847 — пом. 7 травня 1901) — болгарський державний та політичний діяч, голова уряду країни у 1899 році[93].
- Дякович Александр ( нар. 16 жовтня 1860, Болград — пом. 27 березня 1931, Софія)— болгарський юрист і громадський діяч.
- Дякович Борис ( нар. 22 лютого 1868, Болград — пом. 8 січня 1937, Пловдив)— болгарський археолог та бібліотечний працівник
- Згурев Георги[bg] (нар. 13 жовтня 1864 — пом. 27 травня 1941) — міністр юстиції Болгарії[94].
- Малинов Александр (болг. Александър Павлов Малинов; нар. 3 травня 1867 — пом. 20 березня 1938) — болгарський політичний діяч, лідер Демократичної партії, голова уряду країни у 1908 — 1911, 1918 та 1931 роках.
- Салабашев Іван[bg] (нар. 19 січня 1853 — пом. 14 червня 1924) — болгарський політик Ліберальної партії у Східній Румелії, згодом в Народно-ліберальній та Демократичній партії Болгарії.
- Титоров Йов[bg] (нар. 13 січня 1854) — міністр юстиції Болгарії[95].

Генерали
- Николаєв Данаїл (нар. 30 грудня 1852 — пом. 29 серпня 1942) — болгарський військовий діяч, генерал піхоти.
- Тодоров Георгій (нар. 10 серпня 1858 — пом. 16 листопада 1934) — болгарський воєначальник, генерал-лейтенант.

Інші
- Вулпе Іван (нар. 1 вересня 1876 — пом. 26 серпня 1929) — болгарський оперний співак, педагог.
- Занетов Гавриїл (1863  — 1934) — болгарський юрист, історик, публіцист, літературний критик[96].
- Дерманчев Георгій (нар. 11 січня 1857 — пом. 12 січня 1927) — болгарський офіцер (полковник), учасник сербсько-болгарської війни (1885), Першої Балканської війни (1912—1913) і Другої Балканської війни (1913).
- Казаков Драгомір[bg] (нар. 8 серпня 1866 — пом. 22 вересня 1948) — болгарський актор, режисер та співак (баритон). Один із засновників оперного мистецтва у Болгарії.
- Начев Д. М. — лікар.
- Ніколаєв Ніколас — перший хоровий диригент.
- Порошенко Петро (початкові класи гімназії) — п'ятий президент України[97][98].
- Теодоров-Балан Александар (нар. 27 жовтня 1859 — пом. 12 лютого 1959) — болгарський лінгвіст та літературознавець, академік, перший ректор Софійського університету.
- Янков Георгій (нар. 1 березня 1859 — пом. 3 листопада 1920) — болгарський офіцер, полковник, адвокат. Учасник російсько-турецької війни (1877—1878).

## Сучасний стан
На початку 1990-х років, після розпаду Радянського Союзу, Болград та бессарабські болгари були у складі незалежної України. Нова держава встановила дипломатичні відносини з Болгарією, що дозволило провести переговори щодо питання громадських шкіл; болгарські дипломати, включаючи Георгія Данайлова та Руска Джамджиєва, змогли отримати «нову концепцію освіти в Болградській гімназії та вирішити питання прийому громадян України болгарського походження до середніх та вищих навчальних закладів Болгарії на спеціальних умовах». 1993 року школа, що була частиною української системи освіти, була офіційно передана болгарській громаді, а для забезпечення спеціалізованого навчання були запрошені педагоги з Болгарії. Її учнівський склад включав представників інших історично болгарських громад, таких як ті, що проживають у Миколаєві та Запоріжжі, хоча він продовжував включати інші етнічні групи (переважно українців) з усієї Одеської області. Заклад також розширив свою освітню пропозицію, відкривши власні початкові школи, і таким чином гарантувавши освіту з акцентом на болгарську культуру протягом усіх 12 років. У 1999 році він отримав ім'я Раковського. Одинадцять років по тому саме на честь цього закладу частину хребта Сентінел в Антарктиді було перейменовано на «льодовик Болград».
У своїй новій формі заклад брав безпосередню участь у підтримці національних традицій бессарабських болгар, включаючи вокальні виступи та народні танці, головними учасниками яких були відповідно ансамблі «Здравець» та «Хоро» школи (один з яких заснований у 1997 році, а інший — у 2001 році). Студенти гімназії традиційно отримували перший приз на конкурсі з болгарської мови (або «олімпіаді»), який щорічно санкціонує Міністерство освіти і науки України (МОНУ); переможцям гарантується безкоштовне навчання та автоматичне зарахування до одного з болгарських університетів. Тим часом роль школи у збереженні болгарської ідентичності перед обличчям добровільної чи обов'язкової українізації була в центрі громадських дебатів у перші два десятиліття третього тисячоліття. Іон Попеску, румунсько-український активіст, зазначив у 2003 році, що болгарська громада скорочується, незважаючи на те, що вона не емігрувала з України. Як він висловився: «Газета «Роден край», Болградська гімназія та заняття рідною мовою, що проводяться лише як факультативний предмет, не можуть становити перешкоду для асиміляції!» За звітом журналістки Десіслави Семковської за 2018 рік, «гімназія є одним із найпрестижніших навчальних закладів на півдні України. [...] Завдяки відродженню болгарських народних традицій, звичаїв та свят, школа дедалі більше стає культурним та духовним центром болгар у Бессарабії».
У 2003 році в гімназії створено і зареєстровано історичний музей навчального закладу. У 2019 році було підписано договір про співпрацю між Болградською гімназією ім. Г.С. Раковського та Вищою школою туризму ім. Василя Берона, яка знаходиться у місті Велико-Тирново. 19 червня 2025 року на приміщенні гімназії відкрили меморіальну дошку на честь випускника гімназії, українського військовика Олександра Анатолійовича Шамшуріна. 
У цьому новому втіленні гімназія не отримала поверненого контролю над озерами та іншими об'єктами власності та покладалася на скорочений бюджет, наданий Одеською обласною радою. Вона також отримувала фінансування за програмами досліджень МОНУ, в тому числі на програму «Освіта старшокласників у мультикультурному середовищі» (2016-2022 рр.). На святкуванні 160-річчя закладу, яке відбулося в жовтні 2018 року, були присутні Бойко Борисов як прем'єр-міністр Болгарії та Петро Порошенко як президент України. Борисов оголосив, що п'ятьох вчителів та тридцять учнів запросять на програму обміну в Софії, та пообіцяв 150 000 левів на «матеріально-технічне оснащення» школи. Також тоді в нещодавно відремонтованій школі навчалося 430 учнів, включаючи 60 першокласників; вона була обладнана для дистанційної освіти. Станом на 2023 рік нею керувала Сніжана Скорич. Того року в ній навчалося 523 учні з 18 (переважно болгарських) громад, а учням з більшої кількості сіл забезпечували гуртожиток та безкоштовний транспорт. Тут також розташована етнографічна експозиція та історичний музей (де представлена статут Вогоріде 1858 року), а також видається студентський журнал «Здравей» («Привіт»). Скорич висловлювала стурбованість щодо поновлення спроб українізації, зокрема щодо низки мовних законів, які, здавалося, загрожували подальшому існуванню школи Раковського як школи з болгарським акцентом.

Внутрішній інтер'єр гімназії
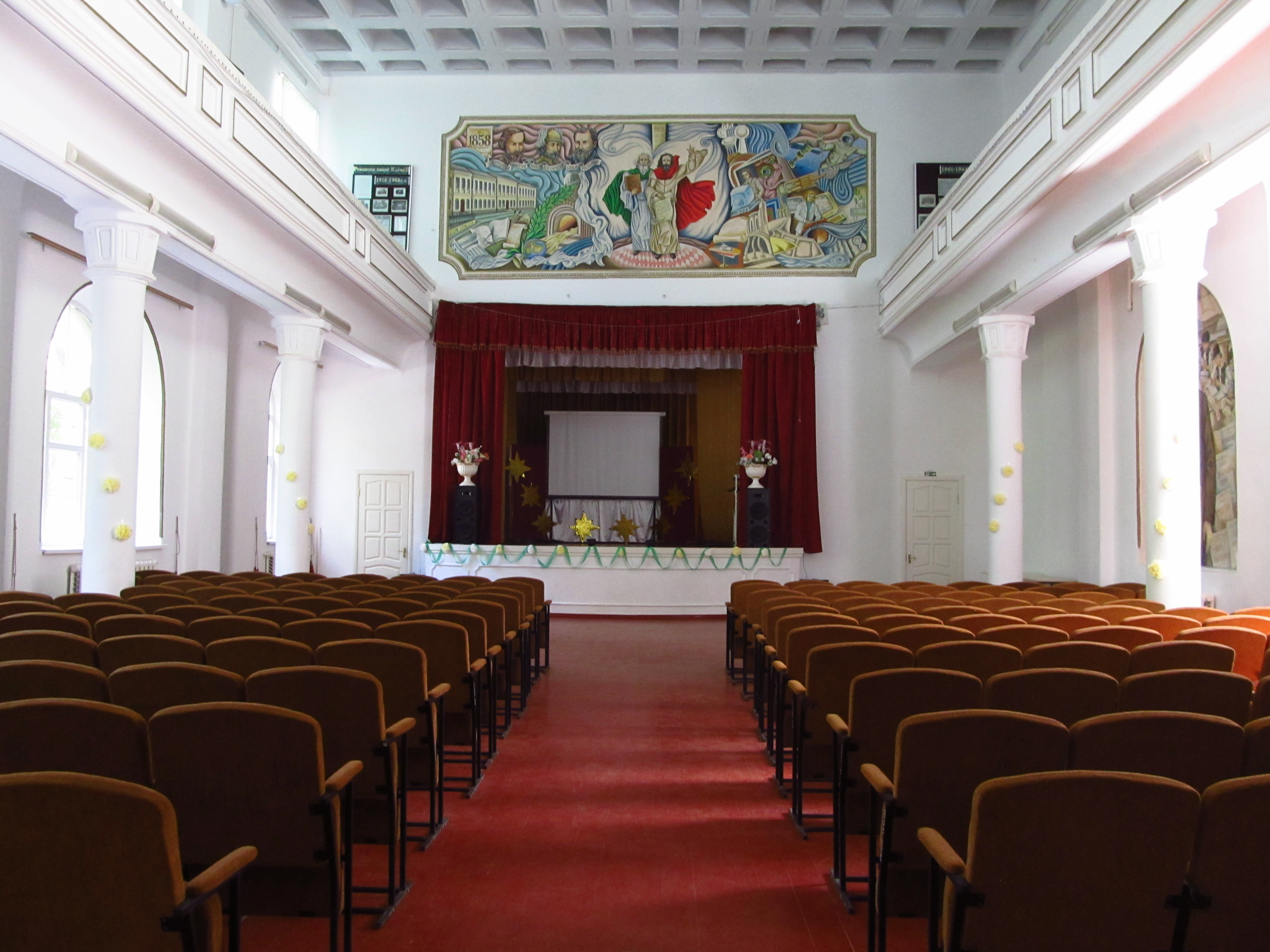
Актова зала
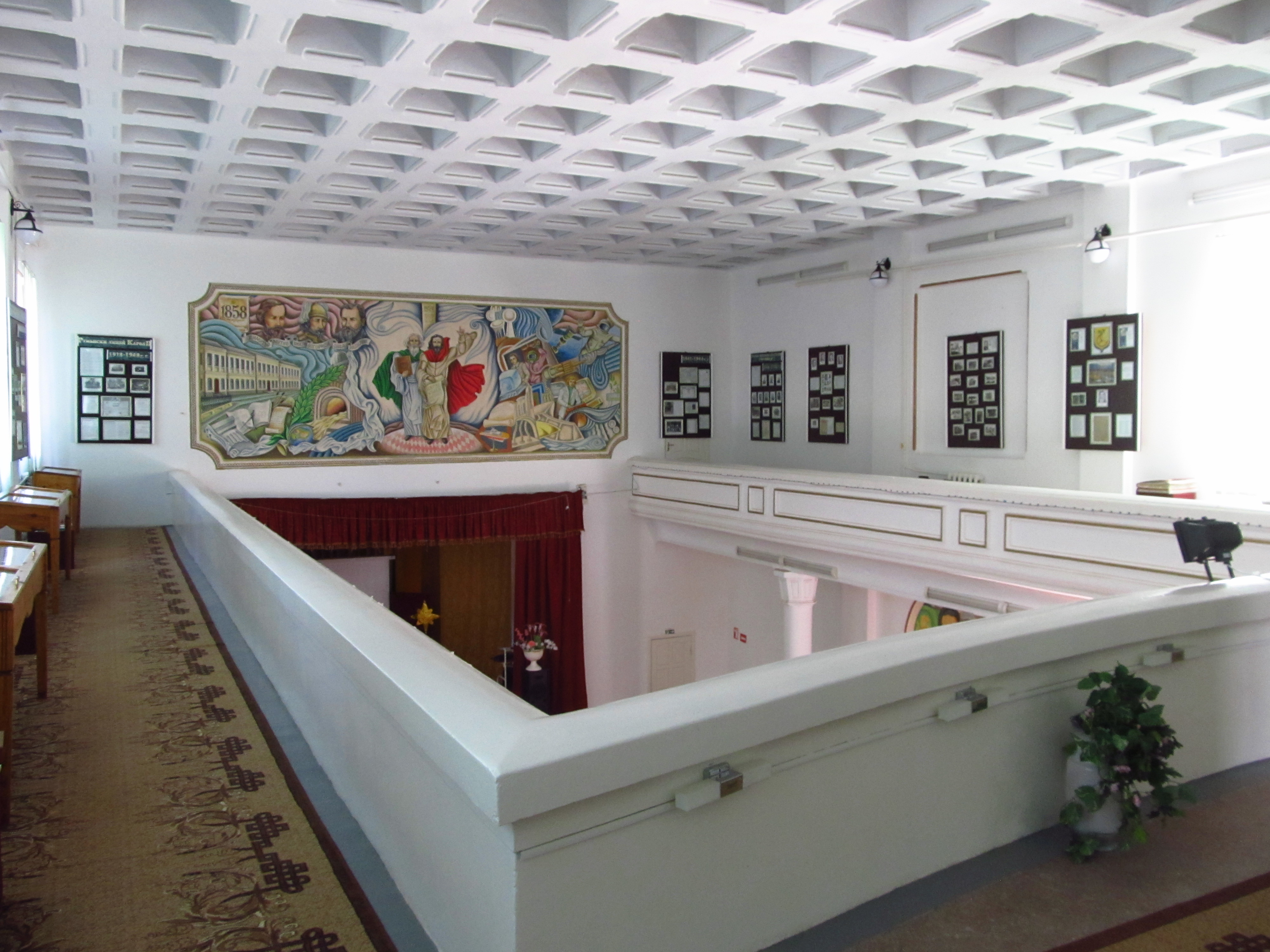
Стеля актової зали
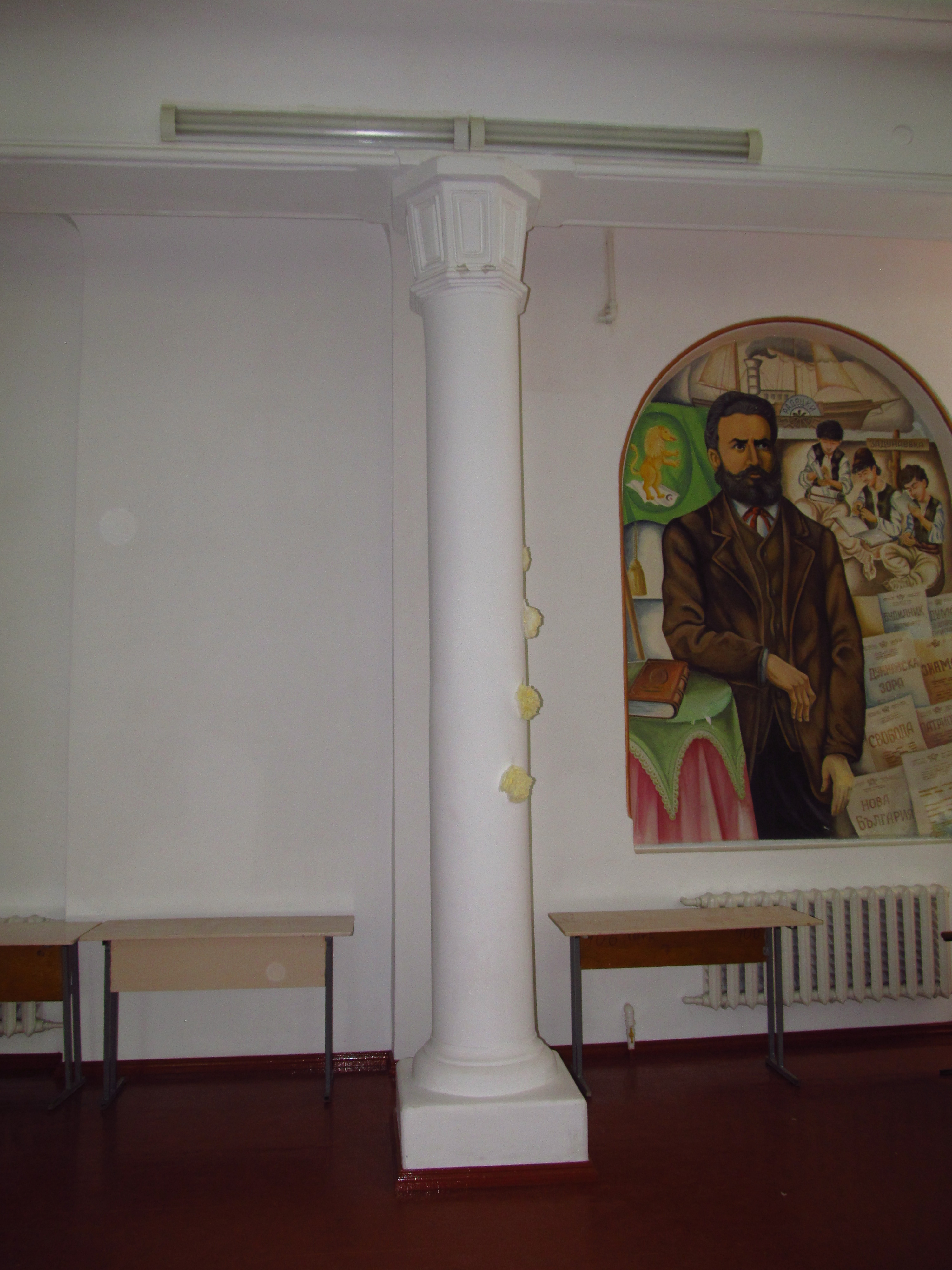
Колона в актомві залі
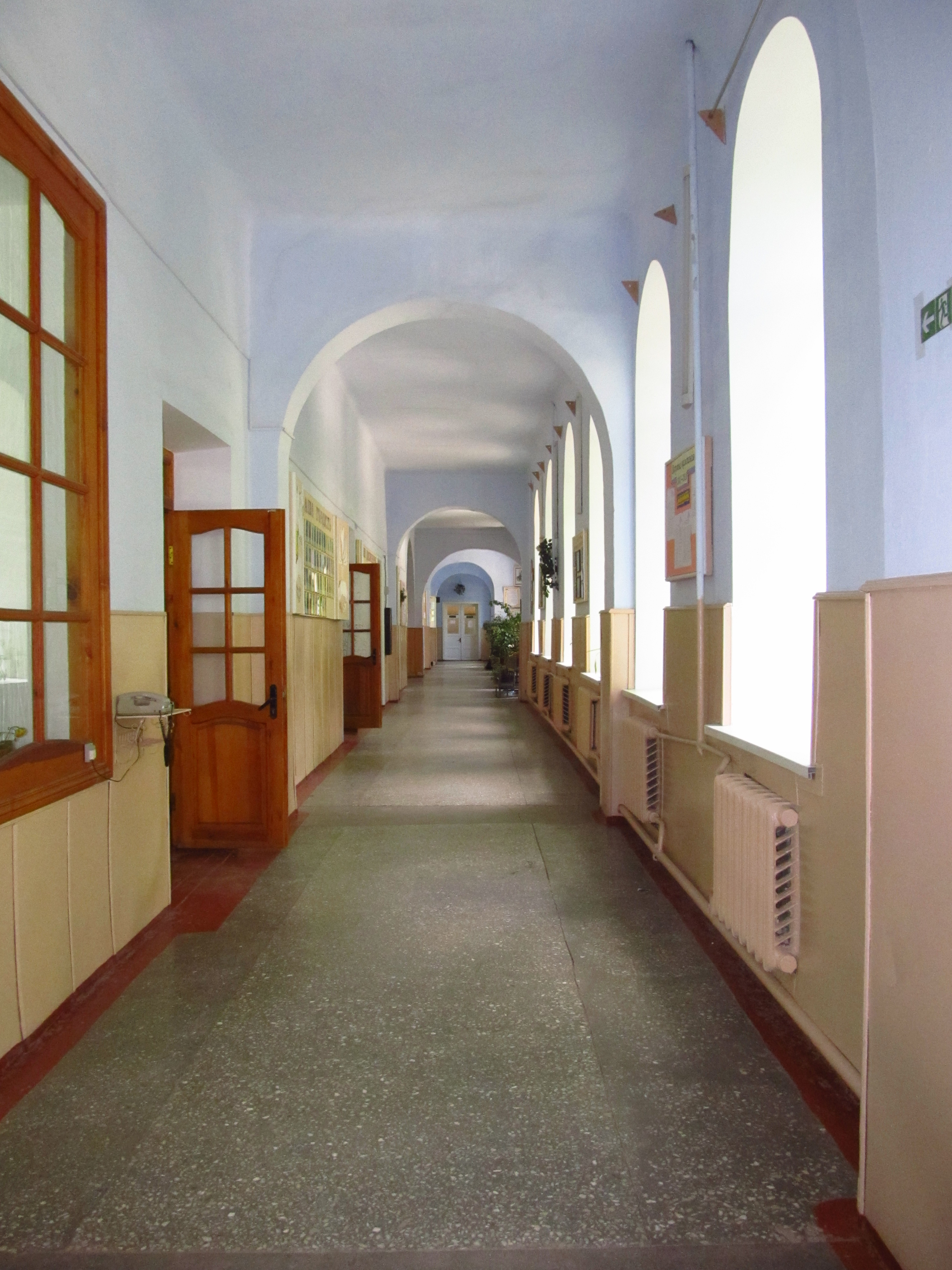
Коридор
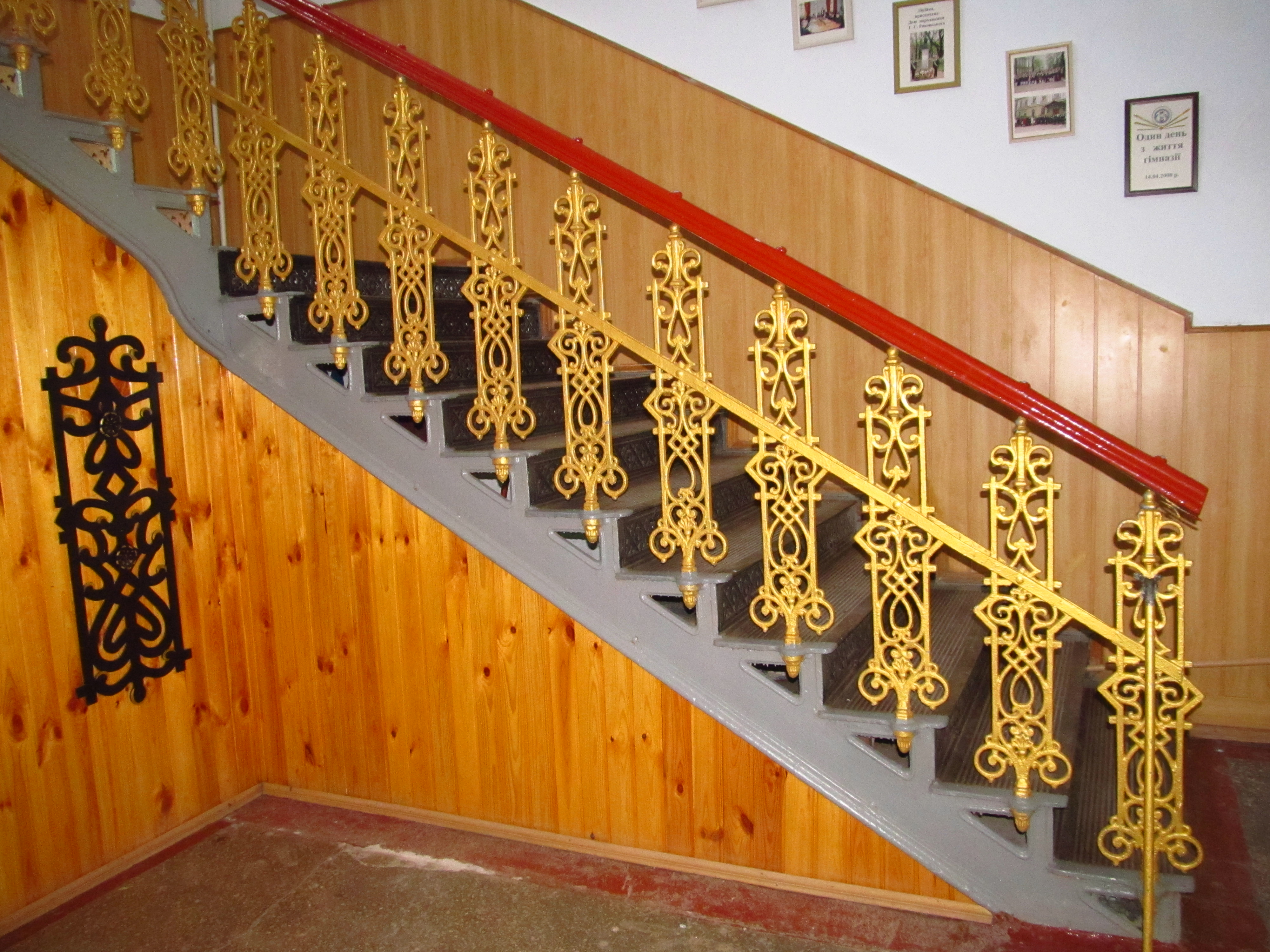
Східці
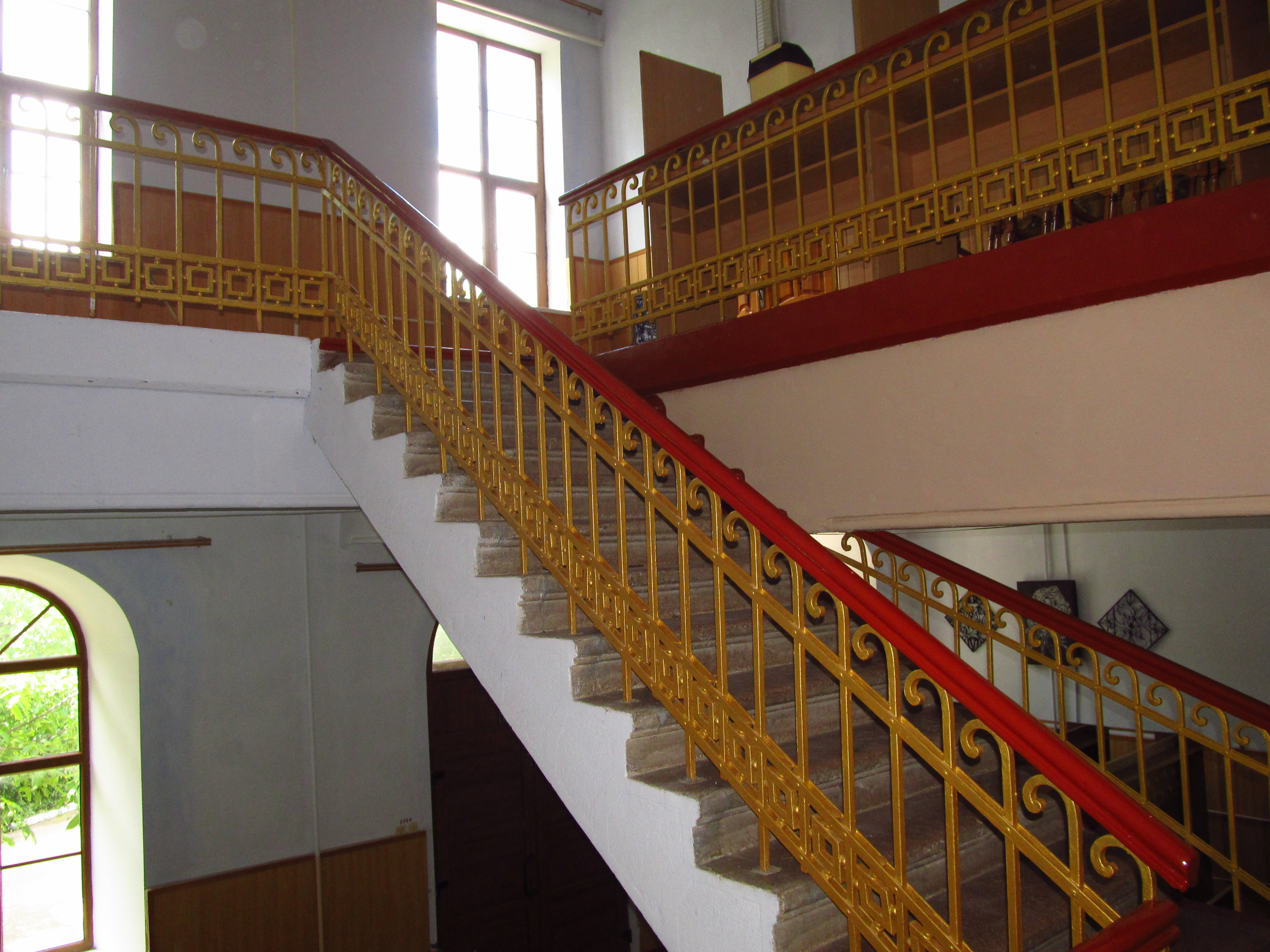
Східці